# Abierto de Estados Unidos 1984
Lista de los campeones del Abierto de Estados Unidos de 1984:

## Individual masculino
John McEnroe (USA) d. Ivan Lendl (República Checa), 6–3, 6–4, 6–1

## Individual femenino
Martina Navratilova (USA) d. Chris Evert (USA), 4–6, 6–4, 6–4

## Dobles masculino
John Fitzgerald(AUS)/Tomáš Šmíd (República Checa)

## Dobles femenino
Martina Navratilova (USA)/Pam Shriver (USA)

## Dobles mixto
Manuela Maleeva (Bulgaria)/Tom Gullikson (USA)
| Predecesor: 1983                         | Abierto de Estados Unidos 1984 | Sucesor: 1985                      |
| Predecesor: Campeonato de Wimbledon 1984 | Grand Slam 1984                | Sucesor: Abierto de Australia 1984 |

- Datos: Q1576241